# Rosalind (måne)
Rosalind er en af planeten Uranus' måner: Den blev opdaget den 13. januar 1986 ud fra billeder taget af rumsonden Voyager 2, og fik lige efter opdagelsen den midlertidige betegnelse S/1986 U 4. Senere har den Internationale Astronomiske Union vedtaget at opkalde den efter Rosalind fra den William Shakespeares skuespil As You Like It. Rosalind kendes desuden også under betegnelsen Uranus XIII (XIII er romertallet for 13).
Pr. 2005 ved man meget lidt om denne måne ud over dens størrelse og dens omløbsbane omkring Uranus.
Uranus-månen Rosalind må ikke forveksles med småplaneten 900 Rosalinde